# Maksim Shvyatsow
Maksim Shvyatsow (en bielorruso: Максім Уладзіміравіч Швяцоў; Minsk, 2 de abril de 1998) es un futbolista bielorruso que juega en la demarcación de defensa para el F. K. Dinamo Minsk de la Liga Premier de Bielorrusia.

## Selección nacional
Tras jugar con la selección de fútbol sub-17 de Bielorrusia, la sub-19 y la sub-21, finalmente hizo su debut con la selección absoluta el 23 de febrero de 2020 en un partido amistoso contra Uzbekistán que finalizó con un resultado de 0-1 a favor del combinado bielorruso tras el gol de Pável Nejáichik.

## Clubes
| Club            | País        | Año       | Partidos | Goles |
| --------------- | ----------- | --------- | -------- | ----- |
| FC Dinamo Minsk | Bielorrusia | 2015-act. | 173      | 1     |

## Palmarés

### Títulos nacionales
| Título                      | Club               | País        | Año  |
| --------------------------- | ------------------ | ----------- | ---- |
| Liga Premier de Bielorrusia | F. K. Dinamo Minsk | Bielorrusia | 2023 |